# 瀧口敬二
瀧口 敬二（たきぐち　けいじ、1955年〈昭和30年〉7月17日 - ）は、日本の運輸・国土交通官僚。

## 経歴
大分県国東市出身。大分県立大分上野丘高校を経て、1979年3月東京大学法学部を卒業。
1979年4月運輸省入省、2007年7月10日国土交通省航空局管制保安部長、2008年7月4日大臣官房審議官（総合政策局・航空局）、2010年8月10日総合政策局次長。
2012年9月11日国土交通省鉄道局長に就任。JR北海道がレール検査データを改ざんするなどしていた問題で、2014年1月24日、野島誠社長に対してJR会社法に基づく監督命令と鉄道事業法による事業改善命令の命令書を手渡し、「再生に向けて全社一丸で着実に実行してほしい」と述べた。
2014年7月8日国土交通省総合政策局長に就任、2015年7月31日辞職。
2016年5月、駐クロアチア特命全権大使。クロアチアのおすすめの場所として、「世界一小さい町」とも謳われるフムを挙げている。
2019年3月退官。2019年6月21日、東日本旅客鉄道株式会社常勤監査役。2023年6月JR東日本商事取締役会長。